# Shake It Up (telessérie)
Shake It Up (Brasil: No Ritmo / Portugal: Shake It Up) é uma série de televisão do canal Disney Channel que estreou originalmente nos EUA em 7 de novembro de 2010 a 10 de novembro de 2013. Criado por Chris Thompson e estrelado por Bella Thorne e Zendaya, o programa gira em torno de CeCe Jones e Rocky Blue, duas melhores amigas que sonham em participar de seu programa favorito de dança, No Ritmo de Chicago. A série também narra suas desventuras dentro e fora do show, seus problemas e os status social na escola. Davis Cleveland, Roshon Fegan, Adam Irigoyen, Kenton Duty e Caroline Sunshine também interpretam outros personagens na série.
Em 29 de setembro de 2011, o Disney Channel renovou a segunda temporada de Shake It Up para 26 episódios. Um episódio especial de 90 minutos , Made In Japan, teve sua estreia em 17 de agosto de 2012, como final da segunda temporada. No dia 4 de junho de 2012, o Disney Channel anunciou que a série tinha sido renovada para uma terceira e última temporada, e que o ator Kenton Duty não faria mais parte do elenco principal na 3ª temporada, mas apareceria em alguns episódios. Mesmo assim, o ator não apareceu em um nenhum episódio.
Em 25 de julho de 2013, o Disney Channel havia anunciado que o programa encerraria sua exibição após três temporadas. A série teve seu último episódio exibido em 10 de novembro de 2013.

## Enredo
Cece Jones e Rocky Blue são duas ambiciosas pré-adolescentes que vivem em Chicago e sonham em tornar-se dançarinas profissionais. Quando surge uma oportunidade e, após uma audição, acabam sendo selecionadas para participar do programa popular de dança, No Ritmo de Chicago! Cece conta quase sempre com o apoio da sua mãe solteira, Georgia, e tem de ajudar Flynn, o seu irmão travesso mais novo. Ty, o irmão mais velho de Rocky, está sempre a encorajando, assim como Deuce, um amigo mútuo. Os maliciosos alunos de intercâmbio, Gunther e Tinka, que também competem no mundo da dança, tentam constantemente sabotar os planos das amigas. A música de abertura é cantada por Selena Gomez, "Shake It Up", que fez parte da trilha sonora Shake It Up: Break It Down .

## Elenco
- Bella Thorne como CeCe Jones
- Zendaya como Rocky Blue
- Davis Cleveland como Flynn Jones
- Roshon Fegan como Ty Blue
- Adam Irigoyen como Deuce Martinez
- Kenton Duty como Gunther Hessenheffer
- Caroline Sunshine como Tinka Hessenheffer

## Produção
De início, a Disney queria fazer uma série sobre duas amigas, mas com um aspecto girando em torno de dança. Inicialmente o título original do programa seria Dance, Dance Chicago.  Os produtores de televisão Chris Thompson e Rob Lotterstein, que haviam trabalhado em diversas séries clássicas, incluindo Boy Meets World, foram chamados para trabalhar no enredo da série.  A seleção de elenco começou em outubro de 2009. Bella Thorne e Zendaya foram escaladas como as protagonistas, assim como Roshon Fegan, que já havia participado de Camp Rock. Em maio de 2010, os produtores resolveram mudar o nome da série para Shake It Up, as gravações estavam previstas para começar em julho de 2010, e prevista para estrear no outono do mesmo ano. O Presidente da Disney Entertainment, Gary Marsh disse que Bella Thorne e Zendaya eram a melhor dupla de amigas que já havia visto no canal.
Em uma entrevista, Bella Thorne comentou sobre o programa: "É sobre elas passando por coisas que os adolescentes passam todos os dias. O roteiro é muito realista. Já passei pela maioria desses problemas." O coreógrafo de Camp Rock 2, foi escolhido para ser o coreógrafo do programa. A série foi filmada em Los Angeles Center Studios.

### Seleção de elenco

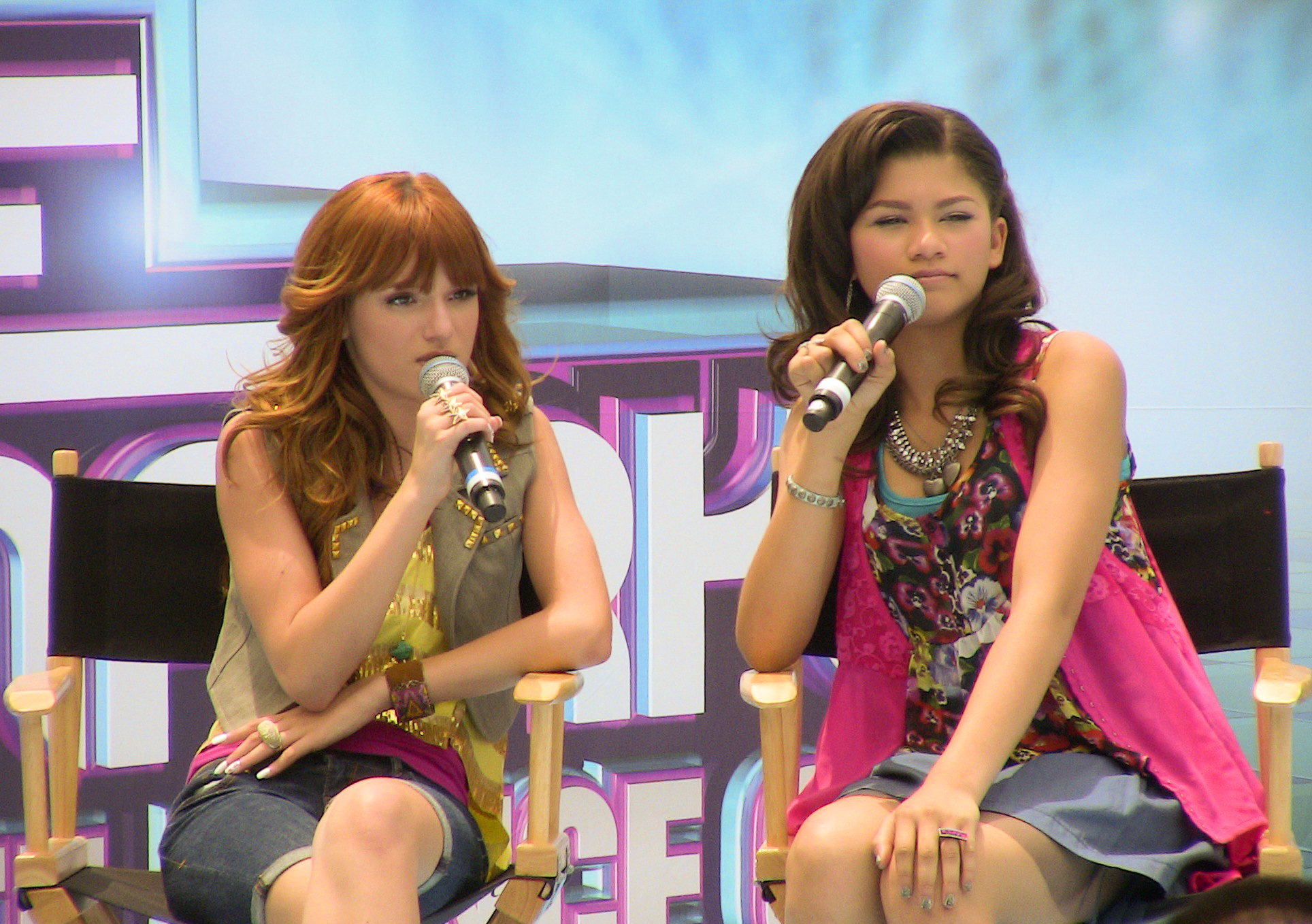
Bella Thorne e Zendaya em um evento da série em 2011

A Disney procurou duas co-protagonistas femininas. Bella Thorne foi escalada mesmo não sabendo dançar profissionalmente, e teve aulas de dança três vezes por semana para melhorar. Zendaya tinha experiência em teatro antes. Tendo o mesmo agente que descobriu Miley Cyrus, Zendaya ganhou o papel após vários testes de 200 outros candidatos. Um dos objetivos era que as duas protagonistas tivessem a química trabalhando juntas, e Thorne disse sobre sua amizade com Zendaya: "Quando a gente se conheceu, havia essa energia. Era como se estivéssemos destinadas a estar juntas."
Adam Irigoyen foi escalado para o papel de Deuce. ele já havia participado em Os Feiticeiros de Waverly Place anteriormente. Davis Cleveland  foi escalado como o irmão mais novo de CeCe, Flynn.
Roshon Fegan, que co-estrelou os dois filmes de Camp Rock, foi escalado para o papel de Ty, o irmão mais velho de Rocky. Kenton Duty foi escalado como Gunther, depois de quatro tentativas de audição. Originalmente a atriz Stefanie Scott interpretaria a irmã gêmea de Gunther, Tinka, mas o Disney Channel decidiu escalá-la como Lexi na série de televisão A.N.T. Farm . As audições para o pepel de Tinka foram feitas novamente e Caroline Sunshine conseguiu o papel. A dupla de irmãos Gunther e Tinka foi inspirada em Ryan e Sharpay Evans da série High School Musical da Disney.

## Episódios

### Episódio especial
No final da 2ª temporada, foi confirmado um especial de 3 episódios com o título Shake It Up: Made in Japan (No Ritmo: Feito no Japão no Brasil). O episódio foi transmitido em 17 de agosto de 2012, como um episódio prolongado encerrando a segunda temporada.

## Polêmicas
No episódio "Party It Up", em que uma personagem elogiou CeCe e Rocky com a frase: "Eu poderia simplesmente comer vocês... sabe, se eu pudesse!". A ex-estrela da Disney Demi Lovato, que tinha saído de Sunny entre Entrelas em 2010 por causa de problemas alimentares, criticou e reclamou do episódio através do Twitter pela Disney normalizar os transtornos alimentares. Mais tarde, em 2012, o episódio começou a ser exibido normalmente no Disney Channel, mas com a piada removida. A equipe da Disney disse que o estúdio nunca teve a intenção de minimizar os transtornos alimentares.

## Adaptações
Uma adaptação indiana da série, também intitulada Shake It Up, estreou no Disney Channel da Índia em 30 de março de 2013. No entanto, é centrado em dois amigos, ao invés de duas amigas.

## Trilha sonora da série
Shake It Up: Break It Down (2011)
Shake It Up: Live 2 Dance (2012)
Shake It Up: I Love Dance (2013)
1. ↑  AdoroCinema, No Ritmo, consultado em 21 de fevereiro de 2024